# 719

## Родени
- Константин V Копроним, византийски император